# 13115 Jeangodin
13115 Jeangodin è un asteroide della fascia principale. Scoperto nel 1993, presenta un'orbita caratterizzata da un semiasse maggiore pari a 2,6443771 UA e da un'eccentricità di 0,0892338, inclinata di 0,43640° rispetto all'eclittica.